# 큰도둑갈매기
큰도둑갈매기(south polar skua)는 도요목 도둑갈매기과에 속하는 새이다.

## 생김새
도둑갈매기류 중 가장 크고 날개가 넓다. 첫째날개깃 위아랫면에 폭넓은 흰색 무늬가 있다. 담색형은 몸윗면이 전체적으로 흑갈색이고 머리 포함한 몸아랫면은 흰색이다. 암색형은 뒷목과 옆목에 황갈색 줄무늬가 있고 머리, 가슴, 배가 암갈색이다. 어린새는 몸윗면은 흑갈색, 몸아랫면은 회갈색이다. 첫째날개깃의 흰색이 성조보다 적다.

## 생태
남극에서 번식하고 북반부로 북상하며 북태평양과 북대서양 서부를 통과한다. 한국에서는 먼 해상을 통과하는 보기 힘든 나그네새다. 바다에서 생활하지만 연안으로 오기도 한다. 주로 혼자 생활하고 갈매기류나 슴새류가 잡은 먹이를 뺏기도 한다.